# Illeana Douglas
Illeana Douglas (* 25. července 1965 Quincy) je americká herečka, vnučka amerického herce Melvyna Douglase. Svou filmovou kariéru zahájila koncem osmdesátých let, první roli dostala ve filmu Hello Again z roku 1987. V této dekádě hrála ještě ve filmech Poslední pokušení Krista (1988) a Povídky z New Yorku (1989). Později hrála například ve filmech Zbraň davového šílenství (1997), Přízračný svět (2001) nebo Čas vypršel (2007). V roce 2006 hrála roli Diany Vreeland v životopisném filmu Warholka pojednávajícím o herečce Edie Sedgwick.